# Delegado Heli Grilo
 Heli Geraldo de Andrade  (Uberaba, 25 de agosto de 1957), mais conhecido como  Delegado Heli Grilo , é um delegado e político brasileiro. Atualmente é deputado estadual eleito pelo Partido Social Liberal(PSL). 
Nas eleições de 2018, foi candidato a deputado pelo PSL e foi eleito com 75.920 votos. 

## Biografia
Foi vereador da cidade de Uberaba-MG em 1988. Em 2018 foi eleito deputado estadual pelo PSL, partido que se juntou ao DEM para formar o União Brasil. 